# Île d'Ellesmere
Pour les articles homonymes, voir Ellesmere.
L'île d'Ellesmere, située dans le Nunavut, est une grande île du passage du Nord-Ouest (océan Arctique), la plus au nord de l'archipel arctique canadien, la troisième du Canada et la dixième au monde quant à la superficie (avec 196 235 km2, soit l'équivalent de celle du Sénégal). Pour cette raison, elle est parfois appelée terre d'Ellesmere. Elle s'étend jusqu'à la latitude de 83° au cap Columbia, à 769 km du pôle Nord.
Toute proche du Groenland, dont elle est séparée au nord-est par le détroit de Nares, dans la baie de Baffin, l'île est montagneuse et battue par le vent, majoritairement englacée, découpée par les fjords et prolongée par des banquises de glace, tout en étant presque dépourvue de plantes et d’animaux sur l'ensemble de sa surface.
Elle abrite l'établissement habité en permanence le plus septentrional du monde, la station des forces canadiennes d'Alert. Cette station météo et radar permet de rappeler la juridiction du Canada aux grandes puissances qui passent sans permission sous les glaces canadiennes.
En février 1979, les techniciens en météorologie de la station d'Eureka, située dans le centre de l'île, sur le bord d'un profond fjord, ont calculé une température mensuelle moyenne de −47,9 °C, un record pour le Canada.

## Historique
Les premiers habitants de l'île d'Ellesmere sont de petits groupes d'Inuits, venus vers 2000 à 1000 av. J.-C. afin de chasser les caribous de Peary, les bœufs musqués et les mammifères marins.
Comme ce fut le cas pour des chasseurs de Dorset (ou Paléoeskimos) et des pionniers Neoeskimos, la culture inuit de l'après-Ruin Island et de la fin de Thulé utilisa la région de la péninsule de Bache de manière extensive, aussi bien l'été que l'hiver, jusqu'à ce que des circonstances environnementales, écologiques ou peut-être sociales entraînent l'abandon de la région. Ce fut la dernière région de l'actuel Haut Arctique canadien à être dépeuplée durant le « petit âge glaciaire », ce qui atteste son importance économique en tant que partie de la sphère culturelle du Smith Sound dont il a été occasionnellement une partie et parfois le principal peuplement.
Des Vikings, probablement venus de colonies du Groenland, atteignirent les îles d'Ellesmere, de Skraeling et de Ruin durant leurs expéditions de chasse et leur commerce avec des groupes inuits. Des structures inhabituelles découvertes sur la péninsule de Bache sont peut-être les restes des longhouses de la fin de la période de Dorset.
Le premier Européen à voir l'île après le pic du petit âge glaciaire est William Baffin en 1616 (cette période d'exploration dura jusqu'en 1860) ; l'île est nommée Ellesmere en 1852 lors de l'expédition d'Edward Inglefield d'après Francis Egerton, premier comte d'Ellesmere. L'expédition américaine menée par Adolphus Greely en 1881 traverse l'île d'est en ouest. Elle découvre des fossiles de forêt. L'expédition tourne mal, deux navires de ravitaillement ne peuvent atteindre le camp et l'expédition n'est secourue qu'en 1884 ; 19 des 25 participants meurent de faim, de froid ou d'épuisement. À cette même époque, en 1882, peu après le transfert de souveraineté du Royaume-Uni au Canada (1880), les États-Unis émettent une revendication sur l'île et en 1902 le Stenkul Fjord est pour la première fois exploré par Per Schei, un membre de l'expédition Sverdrup. Le 28 avril 1920, le Danemark revendique l'île d'Ellesmere la qualifiant de res nullius. Le Canada réagit en multipliant les patrouilles à partir de 1922 et le Danemark abandonne ses prétentions. En 1925, le Canada rend obligatoire l'obtention de permis pour toute campagne et les expéditions suivantes, se soumettant à cette réglementation, reconnaissent implicitement la souveraineté canadienne.
Afin de renforcer sa souveraineté sur l'île, le gouvernement canadien lance un programme visant à coloniser l'île et à établir des familles inuites. En 1953, huit familles inuites d'Inukjuak, au Québec, s'installent alors à Grise Fjord après s'être fait promettre des maisons et du gibier. Celles-ci une fois sur place n'ont trouvé aucun bâtiment et très peu de faune leur étant familière. Les autorités déclarent alors aux colons qu'ils seraient rentrés chez eux après deux ans s'ils le souhaitaient, mais cette offre est retirée par la suite puisqu'elle aurait nui aux revendications du Canada dans la région. Finalement, les Inuits survivront en faisant l'apprentissage des voies migratoires des baleines. En 1993, le gouvernement canadien a enquêté sur le programme de relocalisation. Le gouvernement a versé 10 millions de dollars pour les survivants et leurs familles, et a présenté des excuses officielles en 2008.
L'île Hans (1,3 km²) située dans le détroit de Nares ou canal Kennedy, est partagée entre le Danemark et le Canada depuis 2022.
La plateforme de glace d'Ellesmere est décrite par l'expédition arctique britannique de 1875-76, durant laquelle le lieutenant Pelham Aldrich atteint le cap Sheridan (82° 28′ N, 61° 30′ O) à l'ouest du cap Alert (82° 16′ N, 85° 33′ O), ainsi que la plateforme de glace de Ward Hunt. En 1906, Robert Peary mène une expédition dans le nord de l'île, du cap Sheridan le long de la côte jusqu'au détroit de Nansen (93°W). Durant l'expédition de Peary, la plateforme de glace est continue ; selon une estimation actuelle, elle devait couvrir 8 900 km2. En 1968, l'expédition de l'Américain Ralph Plaisted est partie de l'Île de Ward Hunt, tout près de là, pour atteindre le pôle Nord en motoneige. C'était la première expédition terrestre vers cet endroit depuis l'amiral Robert Peary, en 1909.

## Géographie

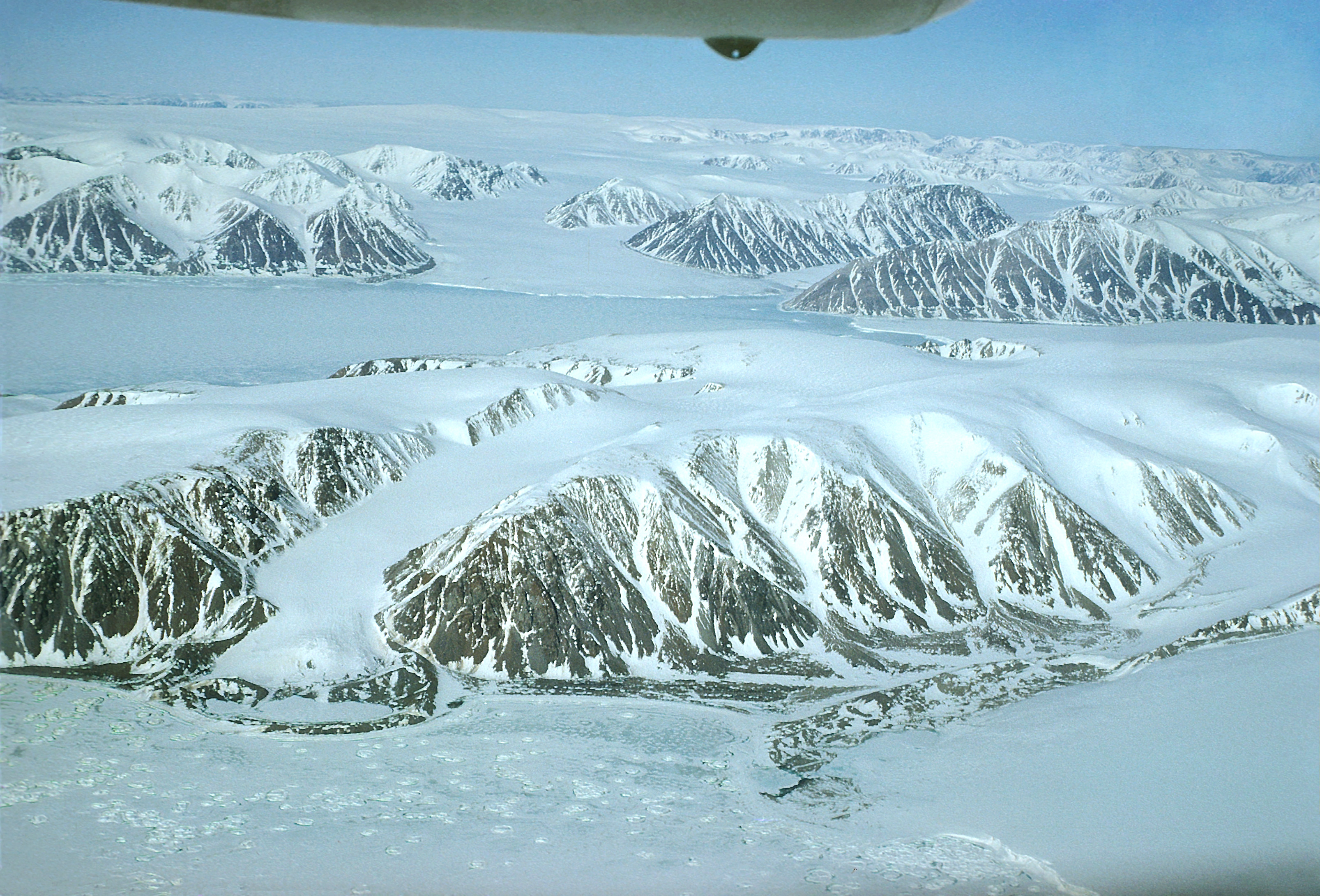
Glaciers au sud-est de l'île d'Ellesmere. 6 juin 1975

L'île d'Ellesmere est la terre la plus septentrionale du Canada. Son extrémité nord est représentée par le cap Columbia. Toute proche du Groenland, elle en est séparée à l'est par le détroit de Nares, la partie nord de la baie de Baffin. Au sud, le Jones Sound isole cette même terre de l'île Devon, tandis qu'à l'ouest elle est séparée de l'île Axel Heiberg par l'Eureka Sound et le Nansen Sound. Ces trois détroits font partie du passage du Nord-Ouest. Au nord-ouest et au nord, l'île d'Ellesmere borde l'océan Arctique. 
La partie nord de la cordillère arctique rend l'île montagneuse. Le lobe nord de l'île est dominé par les montagnes Grant Land, une chaîne irrégulière de roches sédimentaires recouvertes d'une couche de glace de près de 2 000 mètres d'épaisseur, vestige de la dernière époque glaciaire. Des flèches rocheuses, les nunataks (« pic isolé »), émergent de la glace. Parmi ceux-ci, le pic Barbeau, plus haut sommet de l'Est de l'Amérique du Nord et situé dans la chaîne British Empire (British Empire Range), culmine à 2 616 m. La chaine de montagne la plus septentrionale du monde, les monts Challenger, est située au nord-est de l'île. Au centre de l'île, les montagnes atteignent 2 000 m. Vers le sud, les terres plongent jusqu'au plateau de Hazen, presque entièrement recouvert par le lac du même nom.
Plus d'un cinquième de l'île constitue le parc national Quttinirpaaq (anciennement la réserve du parc national de l'Île-d'Ellesmere) qui comprend sept fjords, une variété de glaciers et le lac Hazen, le plus grand lac d'Amérique du Nord au-delà du cercle Arctique.

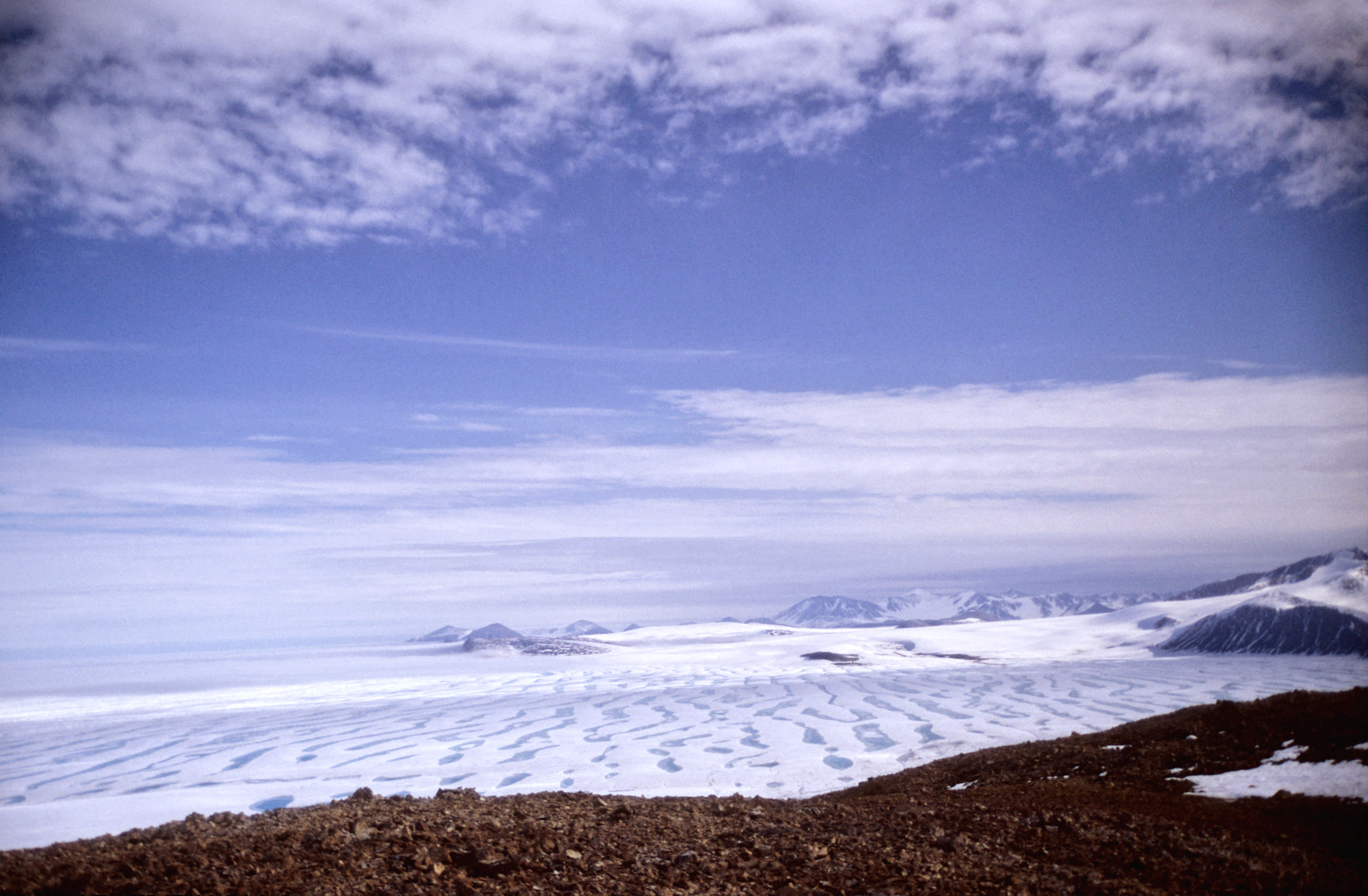
Plateforme de glace d'Ellesmere vue de l’Île de Ward Hunt. Le cap Columbia est visible en arrière-plan à gauche

De grandes parties d'Ellesmere sont couvertes par des glaciers et de la glace comme le champ de glace de Manson et Sydkap dans le sud, le champ de glace Prince of Wales et la calotte glaciaire d'Agassiz le long du côté centre-est de l'île, avec l'importante couverture de glace du nord de l'île. La côte nord-ouest d'Ellesmere était couverte par une massive et longue (500 km) plateforme de glace jusqu'au XXe siècle. Elle s'est réduite de 90 % au cours de ce siècle à cause du réchauffement climatique, laissant séparées les plateformes de glace d'Alfred Ernest, de Ayles, de Milne, de Ward Hunt et de Markham.
La rupture de la plateforme de glace d'Ellesmere a continué au cours du XXIe siècle : la plateforme de glace de Ward a connu une cassure importante durant l'été 2002, celle de Ayles s'est entièrement détachée le 13 août 2005, la plus grande rupture d'une plateforme de glace en 25 ans, créant un risque pour l'industrie pétrolière en mer de Beaufort. Elle forme une pièce de 66 km2. En avril 2008, il fut découvert que la plateforme de Ward Hunt était fracturée en une douzaine de profondes fissures et en septembre 2008, la plateforme de Markham (50 km2) s'est complètement détachée, devenant une glace flottante.

### Flore et faune

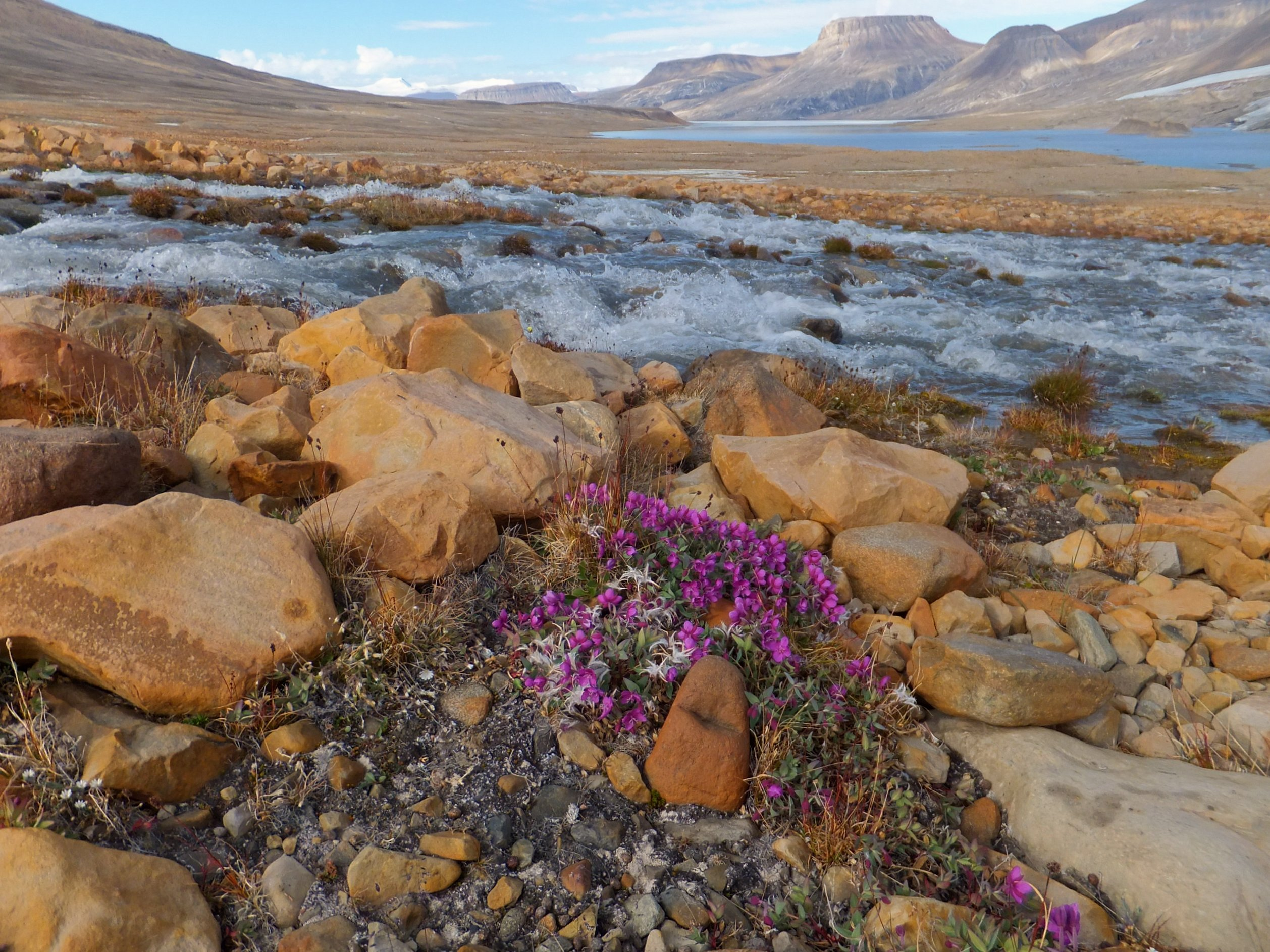
Flore de toundra (Chamerion latifolium) au bord de la rivière Beauty dans le Parc national Quttinirpaaq.

À l’exception des poches de toundra où des arbrisseaux rampants et des fleurs multicolores (dryades, saxifrages, pavots) apparaissent durant le bref été, la flore, principalement constituée de nombreuses espèces de mousses, est peu abondante sur Ellesmere. Par contraste, la vie marine y est très riche. On trouve dans les fjords et le long du littoral des populations de baleines boréales, de narvals et d’ours polaires. Le parc national de Quttinirpaaq a été créé pour préserver cette vie sauvage fragilisée par les conditions climatiques.
Le saule arctique (Salix arctica, famille des Salicaceae), un minuscule arbre rampant, est la seule espèce d'arbre à pousser sur l'île.
Ellesmere est l'endroit le plus septentrional au monde où l'on trouve des insectes eusociaux, spécifiquement le bourdon Bombus polaris. Il existe aussi une seconde espèce de bourdon, le Bombus hyperboreus, qui est un parasite des nids du Bombus polaris. On y trouve en tout treize espèces d'insectes.
L'île abrite également plusieurs espèces de mammifères comme le caribou, le bœuf musqué, le lièvre arctique ou le loup arctique.

### Population
En 2006, la population de résidents permanents de l'île était de 146 habitants se répartissant entre la base d'Alert (cinq personnes) et Grise Fiord, une communauté inuite (141 personnes) dans le sud de l'île (la station Eureka n'est pas comptabilisée).

### Paléontologie
Les trois seuls fossiles de Tiktaalik roseae ont été découverts sur l'île ; ils datent de l'époque du Dévonien supérieur (entre -385 et -365 millions d'années). En 2015, des archéologues ont mis au jour les ossements fossilisés d'un oiseau géant, le Gastornis, ayant vécu là à l'Éocène, il y a 53 millions d'années à une époque où le climat était de type tempéré,.

## Publications
- Desjardins, Marie, Ellesmere - La faute et Ellesmere - The offense, Réédition de Ellesmere sorti en 2014 avec une nouvelle présentation, Deux livres, en français et en anglais, dans un même bouquin, Les éditions du Mont Royal, Montréal, 2023, 354 pages,  (ISBN 9782925196020)[8]

- Desjardins, Marie, Ellesmere, Les Éditions du CRAM, Montréal, 2014,140 pages,  (ISBN 9782897210809)[9],[10]

## Galerie

L'île d'Ellesmere et le Groenland, séparés par des détroits.
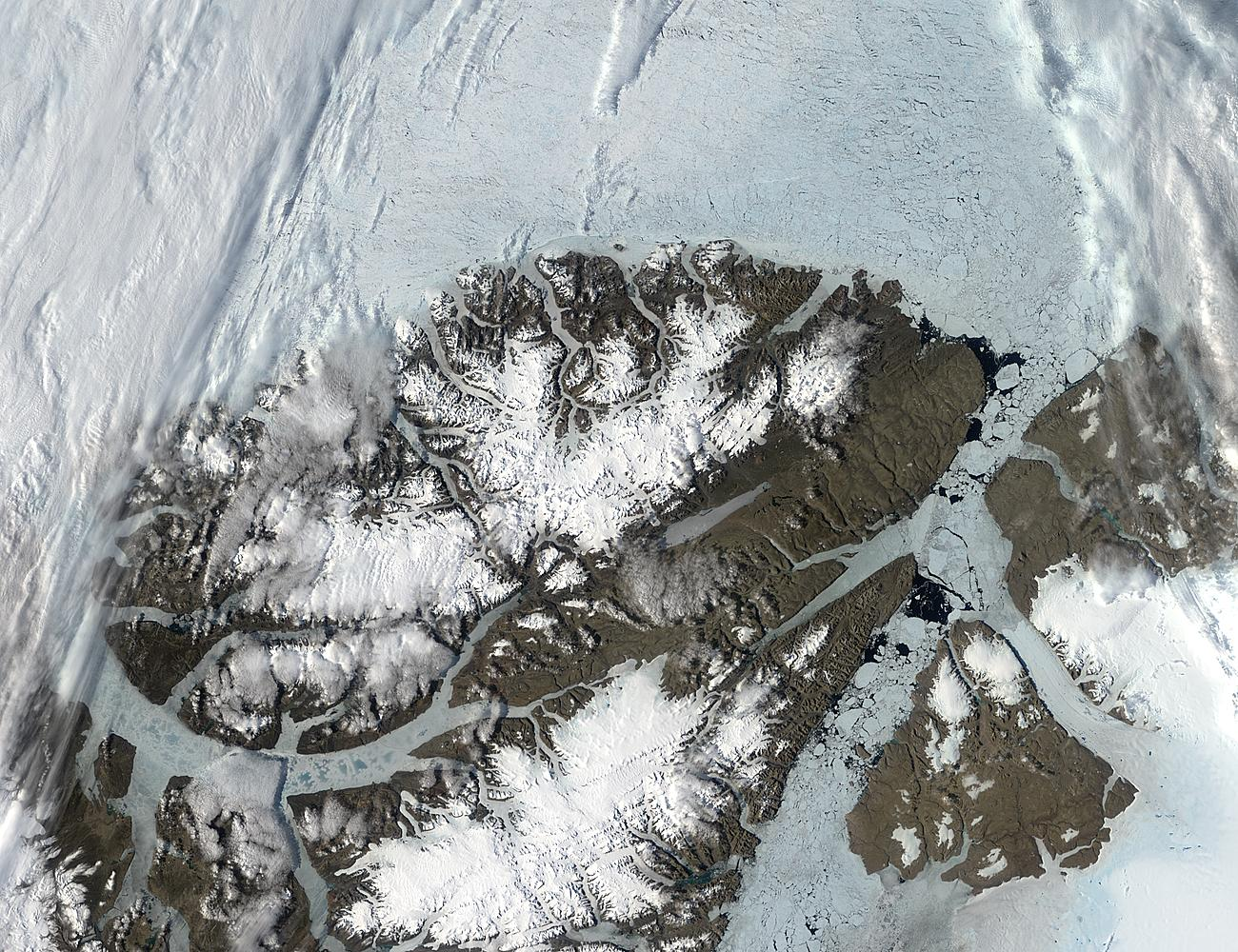
Photo satellite prise en juillet 2002 du nord d'Ellesmere, avec le Groenland à droite.
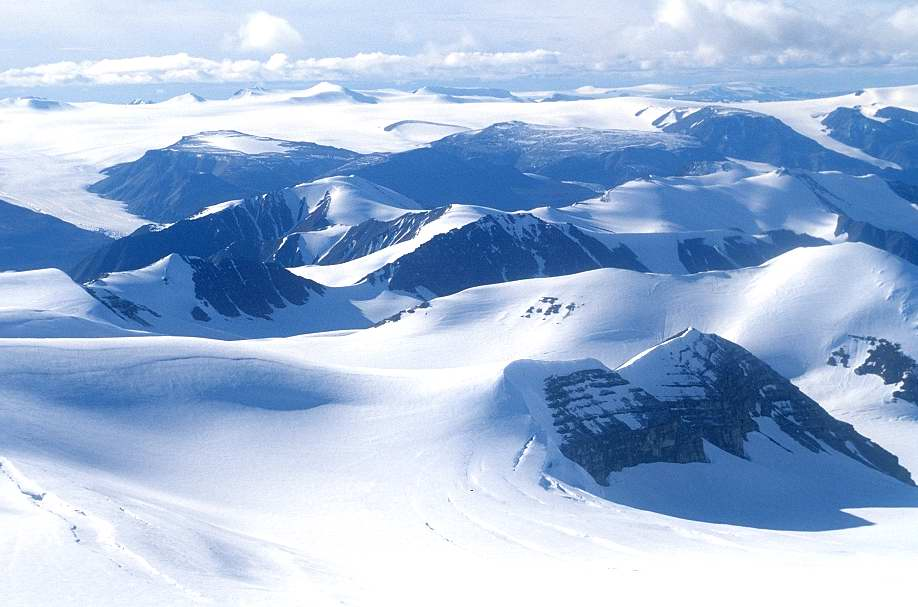
La chaine d'Osborn photographié de Twin Otter.
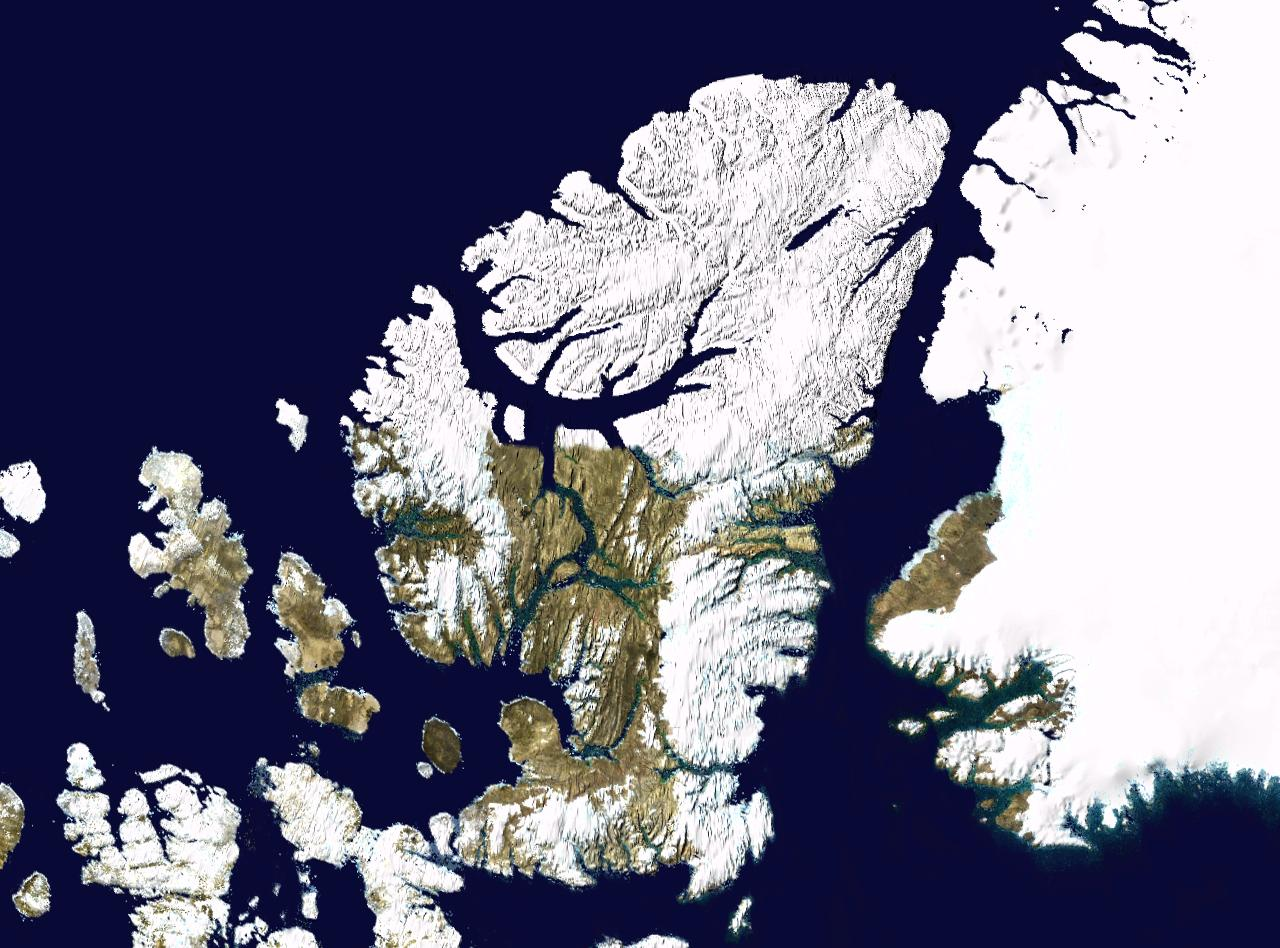
Photo satellite montage d'Ellesmere.